# Lotlhakane West
Lotlhakane West är en ort (village) i distriktet Southern i södra Botswana. 